# Tử hình ở Albania
Vụ xử tử cuối cùng của một thường dân được thực hiện cuối cùng ở Albania là một vụ treo cổ vào ngày 29 tháng 6 năm 1995.    Trong khi hình phạt tử hình đã được bãi bỏ vì tội giết người vào ngày 1 tháng 10 năm 2000, song nó vẫn bị giữ lại để áp dụng cho tội phản quốc và vi phạm quân sự. Lý do bãi bỏ án tử hình ở Albania cũng như ở các quốc gia châu Âu khác là việc ký Nghị định thư số 6 cho ECHR. Tại Albania, công ước này có hiệu lực vào ngày 1 tháng 10 năm 2000.
Albania dưới chế độ cộng sản, án tử hình đã từng được sử dụng trong rất nhiều bản án từ năm 1941-1985.
Năm 2007 Albania đã phê chuẩn Nghị định thư số 13 của ECHR, bãi bỏ án tử hình trong mọi trường hợp, mọi bản án nặng nề sẽ được thay thế bằng hình phạt tù chung thân.